# Architecture de la ligne 51 du tramway de Bruxelles
Cette page reprend une partie des bâtiments remarquables se trouvant sur le trajet de la ligne 51 du tramway de Bruxelles.

## Historique et Développement du tracé
La ligne du tram 51 de Bruxelles a été créée le 30 juin 2008 et remplace les anciennes lignes 81 et 55. Elle compte 42 points d’arrêts, partant de Stade sur l’avenue Houba de Strooper jusqu’à Van Haelen à l’autre extrémité de la capitale pour une longueur totale de 15 km. La ligne est divisée en trois parties : Nord (de Stade à Sainctelette), Centre (de Yser à Parvis de Saint-Gilles) et Sud (de Horta à Van Haelen),.
Pour la partie Nord, le tracé du 51 a permis de relier à la ville une zone encore vierge dans les années 1920, proche des propriétés royales de Laeken. Cette friche, urbanisée principalement dans les années 1930, a donc été raccordée au reste de la ville. Les deux expositions universelles de 1935 et 1958 ont également fortement marqué le réseau de transport bruxellois, car il a fallu desservir de manière intense cette zone décentrée de Bruxelles.
Le tracé suit ensuite de larges avenues, bordées principalement d’habitations, tout en croisant tout de même une ligne de chemin de fer, et passant à proximité de l’église, de la gare et du cimetière de Jette.
Plus loin, la ligne 51 rejoint le tracé des grands boulevards, voulu par Léopold II au XIXe siècle et suivant les plans de Victor Besme. Le tram s’engage donc dans le boulevard Léopold II, qui ouvre une immense perspective depuis la basilique de Koekelberg jusqu’à l’horizon où s’étend la petite ceinture avec le botanique et tout le quartier Manhattan. Lorsque la ligne croise le canal, elle bifurque et suit son tracé, bordé anciennement d’énormément d’industries et d’usines.
Pour la partie centre, on constate que la ligne suit des tracés historiques bruxellois, en particulier celui de la deuxième enceinte mais rejoint également des emplacements stratégiques comme la place de l’Yser. C’est pourquoi certains bâtiments remarquables se sont implantés sur le tracé de ligne : pour la visibilité qu’elle apporte grâce aux points stratégique qu’elle longe (Citroën) ou pour sa proximité avec le centre historique de Bruxelles.
Concernant la partie sud de la ligne, qui descend jusque Van haelen, à Uccle, la ligne reprend fidèlement le tracé de la chaussée d’Alsemberg, dont le tracé apparaît déjà sur la carte de Jacques Van Deventer (v.1550-1554). Elle débute du carrefour de la barrière de Saint-Gilles, à l’extérieur du pentagone Bruxellois, pour se diriger vers le village d’Alsemberg selon un axe nord-sud. C’est à partir de 1985 que la chaussée sera empruntée par le tramway électrique, et c’est précisément à ce moment qu’elle va connaître un intense développement d’activité commerçante. Ainsi, les rez-de-chaussée connaissent d’importantes modifications au fur et à mesure, principalement au cours des années 1940 à 1970. À la suite de cela, l’urbanisation se développe et relie les espaces de production périphériques au centre de la ville,.
Afin de comprendre le développement de la ligne, certains bâtiments remarquables peuvent être mis en évidence :

## Architecture autour de la ligne 51 (Stade - Van Haelen)

### Planétarium de Bruxelles
- 1935 [5]

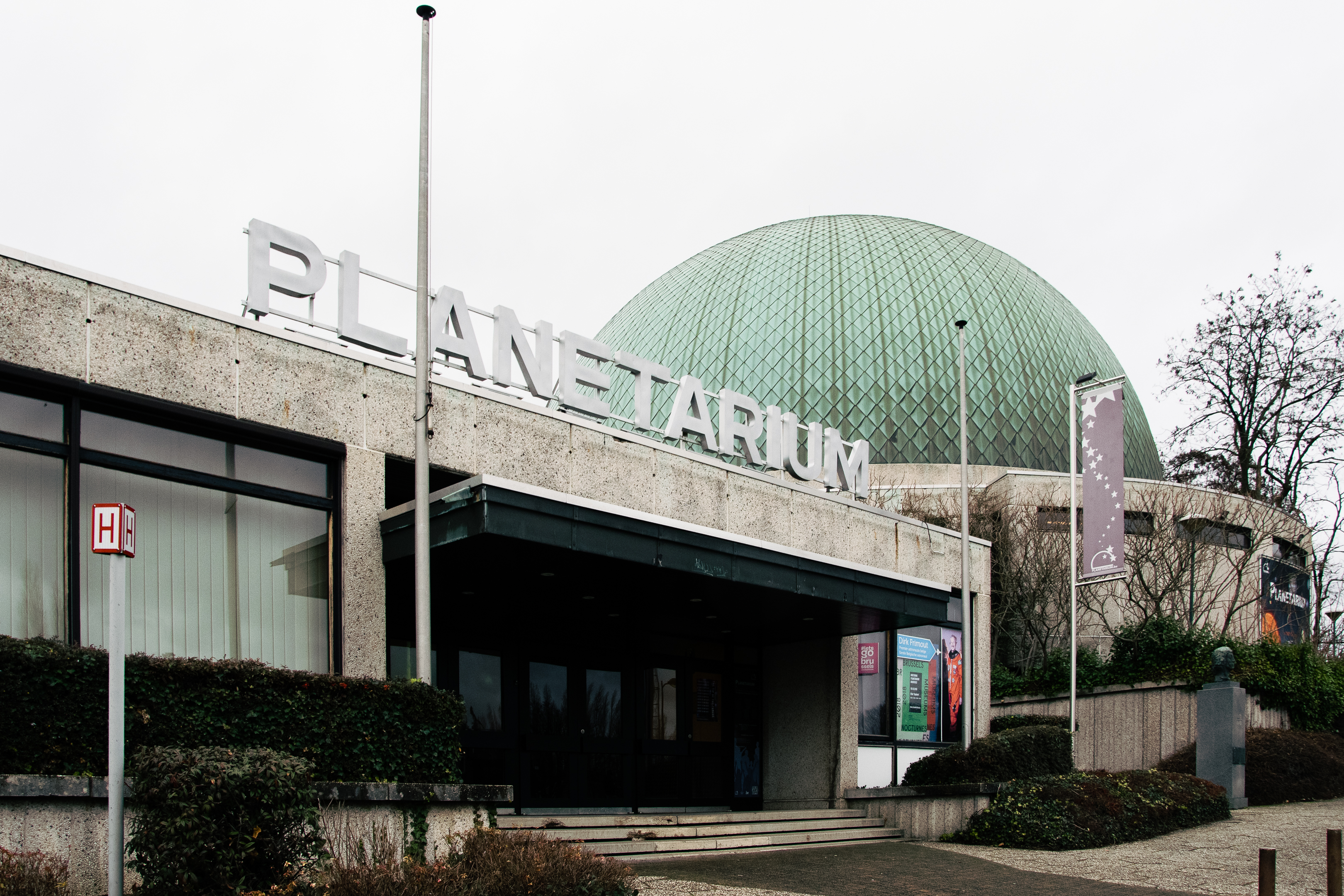
Entrée du Planetarium

- Avenue de Bouchout 10, 1020 Bruxelles

- Public

- Établissement scientifique fédéral

Cet édifice, avec l’Alberteum, constituent un ensemble scientifique construit à l’occasion de l’Exposition Universelle de Bruxelles de 1935, par l’architecte moderniste Charles Van Nueten. Ce dernier, membre des CIAM, participa à de nombreux concours publics d’architecture à Bruxelles. Il réalisera le planétarium dans sa période fortement influencée par Le Corbusier, en gardant toutefois certaines influences Art Déco.
Le site choisi pour l’Exposition est le plateau du Heysel, grand terrain bordant le domaine royal de Laeken, légué à l’État belge à la mort de Léopold II.
Dès les années 1930, le plateau est réaménagé, se dotant de nouvelles voies d’accès, d’un système de distribution d’eau, gaz et électricité à la pointe pour l’époque, ainsi que des parcs, jardins et bassins. C’est aussi à ce moment-là que le grand palais est érigé.
Le thème de l’exposition de 1935 était «Transport et Colonisation», et la volonté des autorités était de mettre en avant les connaissances et avancées techniques de la Belgique, principalement en matière de transport, et la puissance coloniale belge, qui possédait le Congo à cette époque,.
C’est dans cette volonté d’inscrire la Belgique à la pointe de la technologie et du «progrès» et de lier industrie et science, que tout le complexe du planetarium est construit, avec son dôme de 23 m de diamètre, en béton recouvert de cuivre.
Sa conception a relevé différents défis techniques, notamment concernant l’isolation acoustique des parois. Le projecteur central fonctionnait grâce à 17 moteurs et possédait 119 projecteurs. Le bâtiment possédait aussi un planétaire. À l’époque, il n’en existait qu’une quinzaine dans le monde et il nécessitait une dizaine d’années de travail de précision.
Le complexe scientifique de l’Alberteum comportait bien plus que le planetarium : salles de conférences, cinéma, salle d’exposition, studios d’enregistrement, et restauration.
Le planetarium tel qu'il est  aujourd’hui fait partie de l’Observatoire royal de Belgique, et a été construit en 1974 à la suite de la démolition du planétarium d’origine en 1968. Il fonctionne en parallèle avec les trois instituts fédéraux scientifiques du complexe ucclois: l’Observatoire royal, l’ institut royal météorologique et l’institut d’aéronomie spatiale,.

### Parc L28 (parc Tour et Taxis)
- 2014[10]

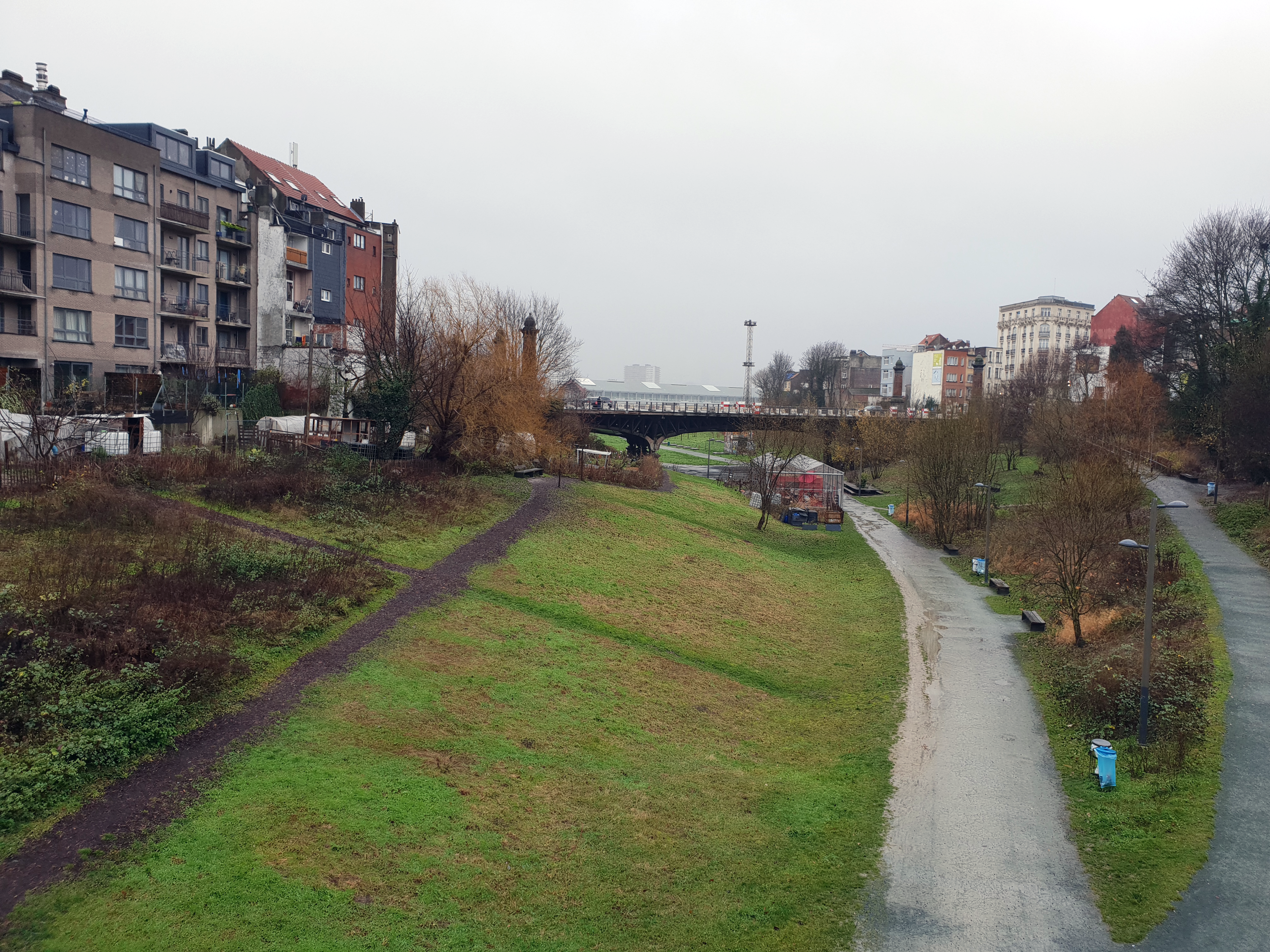
Parc L28

- Parc L28, 1080 Molenbeek-saint-jean

- Public

- Parc

Le récent parc L28 s’implante sur un ancien site de chemin de fer qui contenait des ateliers et longeait la ligne ferroviaire L28. Cette friche industrielle de 2,5 ha a laissé place à un parc multifonctionnel.
La ligne reliait les entrepôts et la gare de Tour et Taxis au réseau ferroviaire belge et européen, mais depuis la fin des activités du site, elle était laissée à l’abandon, la pollution du sol ne facilitant pas sa reconversion.
En effet, le site a eu un passé glorieux : géré autrefois par une riche famille italo-allemande (les Thurn und Taxis, qui ont créé un des premiers système de poste rapide en Europe), c’était une gare commerciale, construite au milieu du XIXe siècle. Elle servait de douane aux biens livrés ensuite dans toute la Belgique. Son emplacement stratégique (proximité du port de Bruxelles, connexion au port d’Anvers grâce au canal) en fait un des principaux nœuds commerciaux du nord de l’Europe,.
Au XXe siècle, avec les institutions européennes, les douanes deviennent inutiles et le site est abandonné.
Sa lente remontée ne débute timidement qu’au début des années 2000, avec le rachat du site par des promoteurs privés.
Le parc sert de lieu de passage intense, tant pour les piétons que les cyclistes. Il offre un espace vert au quartier maritime, très densément construit et habité. Il offre également un large terrain perméable à l’eau de pluie, problématique essentielle dans nos villes bétonnées. Il contient une aire de jeux, une infrastructure sportive, une zone piétonne le long de la ligne de métro, mais est également un incubateur d’initiatives écologiques. Un Parkfarm, créé par Bruxelles Environnement et géré par une asbl, y a notamment vu le jour, ainsi que des potagers urbains et des espaces accueillant des animaux. C’est avec ce Parkfarm que le site s’inscrit désormais dans une démarche de promotion de l’agriculture urbaine et de l’alimentation bio et durable.
Le projet s’inscrit dans une dynamique de transformation du site de Tour et Taxis, lui-même faisant partie d’un phénomène à plus grande échelle de gentrification du quartier maritime (MiMa, Kanal, tour Up...),.

### Ferme du parc Maximilien
- 1987[15]

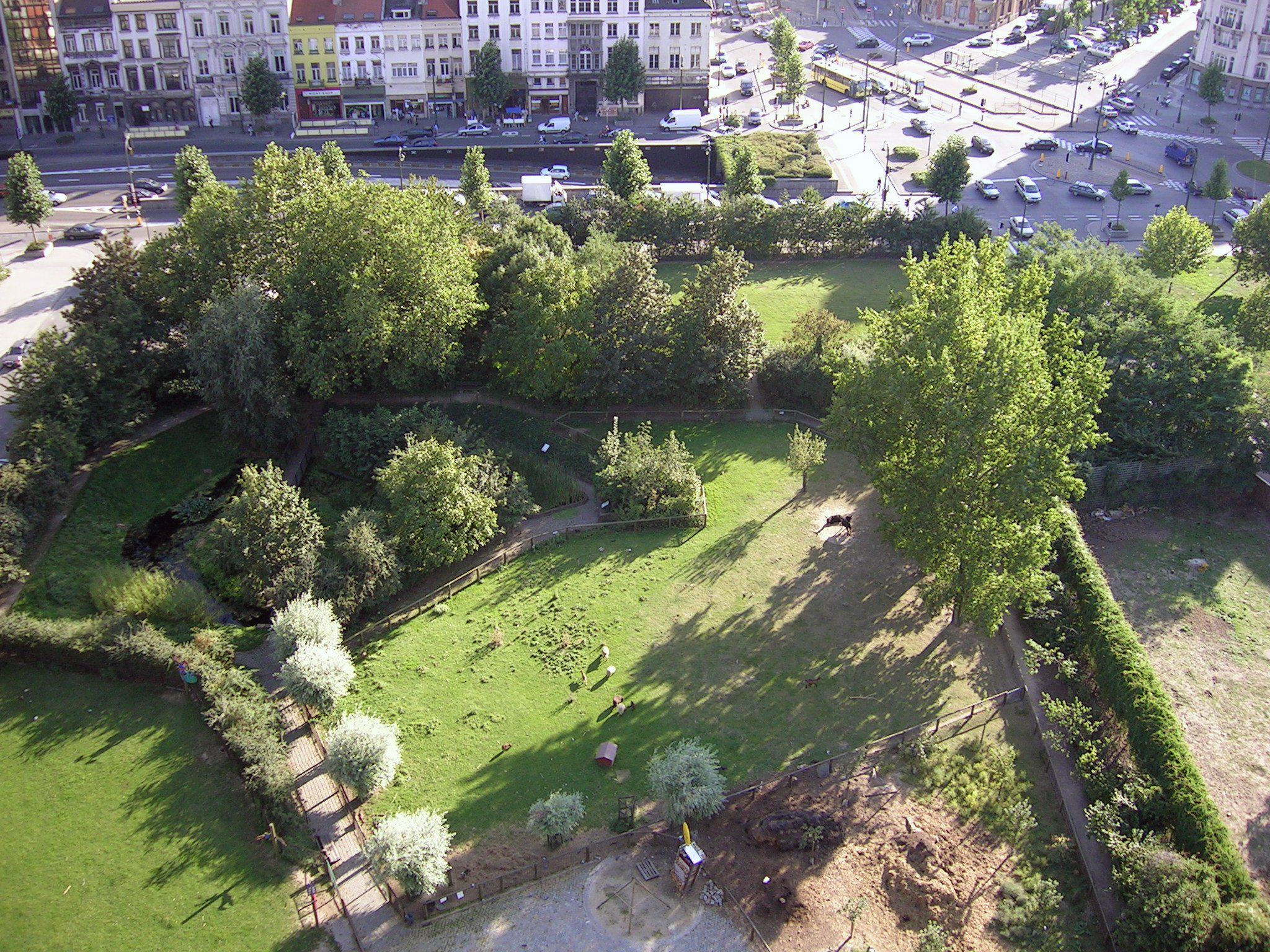
Parc Maximilien

- Quai du Batelage 2, 1000 Bruxelles

- Public

- Ferme d'animation

Depuis 1835, le site du parc Maximilien était une gare, à portée européenne, qui connut un déclin à partir des années 1870.
En 1954, l’activité ferroviaire s’arrête totalement pour cette gare, qui est démolie la même année.
En 1957, un projet d’héliport y est lancé à l’occasion de l’Expo 58. Il fermera ses portes en 1966.
Ce n’est qu’en 1987 que le projet de la ferme du parc Maximilien voit le jour. Elle est inaugurée en 1989 et comporte un potager, un compost, une station d’épuration par lagunage, un verger, une mare, des installations d’utilisation rationnelle d’énergie (énergie solaire), ainsi que des animaux. Elle s’étend sur 9 ha.    
La ferme Maximilien est une ferme d’animation, tout comme la ferme Nos Pilifs, par exemple. Ce type de ferme trouve ses origines dans les idées libertaires des années 1960 (principalement celles concernant l’éducation des enfants, l’épanouissement individuel...), dans une tentative de renouer l’humain et la nature.  
Ce type de ferme est assez récent, les quatre fermes d’animation bruxelloises ont en effet toutes été créées dans les années 1980. Cette ferme a donc des objectifs principalement culturels, sociaux, éducatifs et thérapeutiques, sans avoir une réelle volonté de développement agricole.
Si l’idée d’une ferme urbaine semble encore étrange aux yeux de certains aujourd’hui, l’agriculture au sein des villes s’est toujours pratiquée. En effet, avant que les moyens de transport ne  permettent de faire voyager les produits frais ou de consommation sur de grandes distances assez rapidement, les produits frais étaient cultivés aux abords des villes. Dans les périodes difficiles, telles que les guerres ou les crises économiques, des jardins domestiques ou communautaires, implantés au sein des villes, permettaient aux habitants de s’assurer une sécurité alimentaire.

### Garage Citroën
- 1934[17]

- Place de l'Yser 7,1000 Bruxelles

- Privé

- Siège de Citroën BELUX

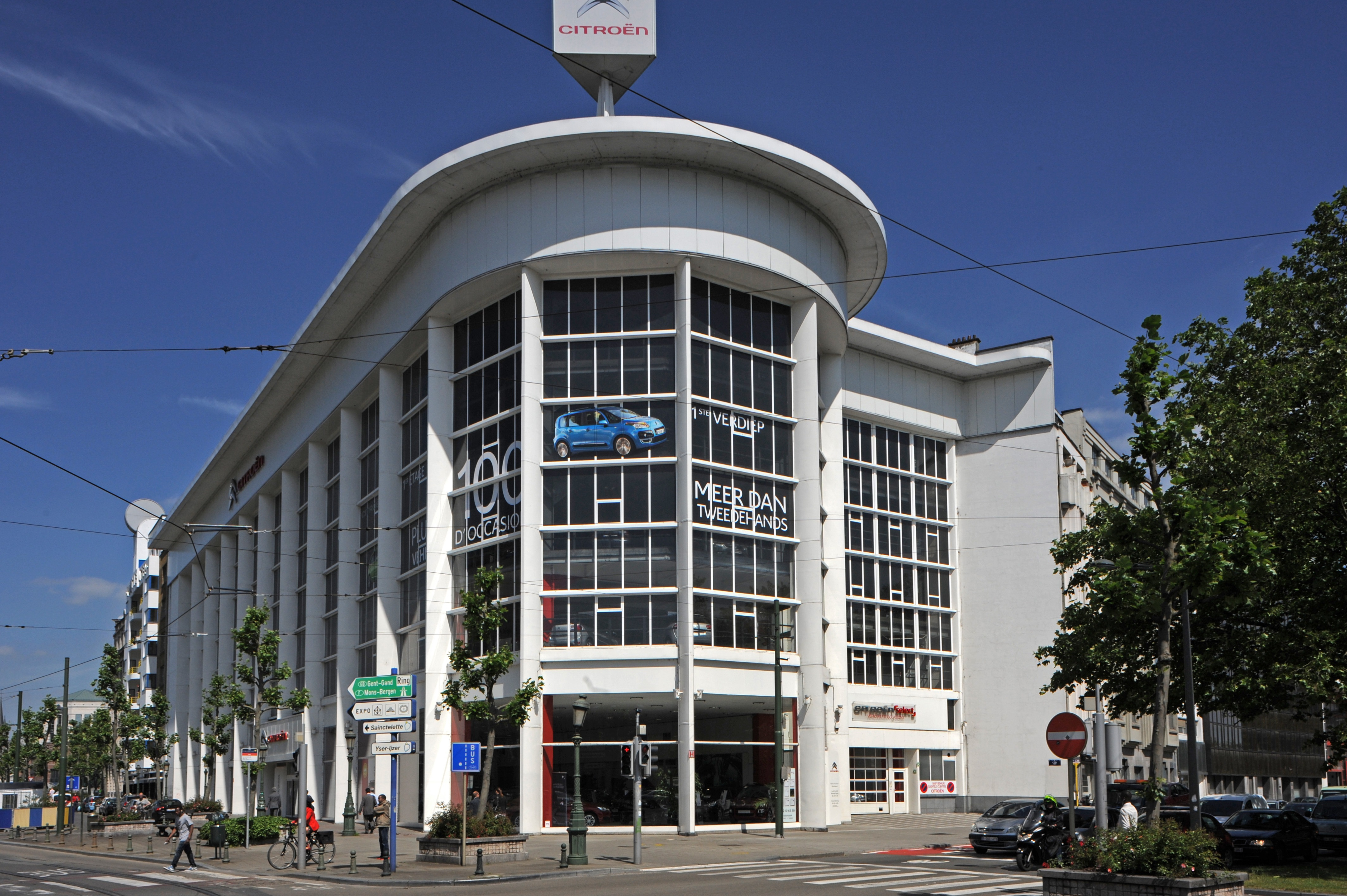
Garage Citroën

Au sein de Bruxelles, au carrefour de la place de l’Yser - qui porte son nom de la bataille de l’Yser ayant eu lieu en 1914 à cet endroit - et du quai de Willebroeck s’érige un bâtiment remarquable. Il s’agit de l’ancien siège de Citroën Belux.
C’est au début des années 1930 qu’a été choisi ce lieu idéal, pour sa visibilité mais également pour sa proximité avec le canal et le centre historique de Bruxelles. Cet immense complexe, construit par la société Luxembourgeoise des anciens établissements Paul Wurth, représente le symbole publicitaire de Citroën qui se veut être une société novatrice, et illustre l’esthétique fonctionnaliste de l’architecture industrielle de l’entre-deux-guerres notamment avec ses imposants “murs-rideaux” de 21 mètres de hauteur.
Avec ses 16 500 m2, cette nouvelle usine automobile a longtemps été la plus grande d’Europe, abritant à la fois un atelier où étaient assemblées les voitures, mais aussi un showroom s’étendant sur un seul niveau et surplombé par ces impressionnantes façades de verre.
Occupé par l’armée allemande durant la Seconde Guerre mondiale, le complexe fut modifié et subdivisé en ajoutant des plateaux supplémentaires. En 2015, la société d’aménagement urbain de la région de Bruxelles-Capitale souhaite acquérir le garage afin d’y développer un pôle culturel important. La réouverture du complexe sous forme de musée est prévue en 2023.

### Petit château
- 1848[20]

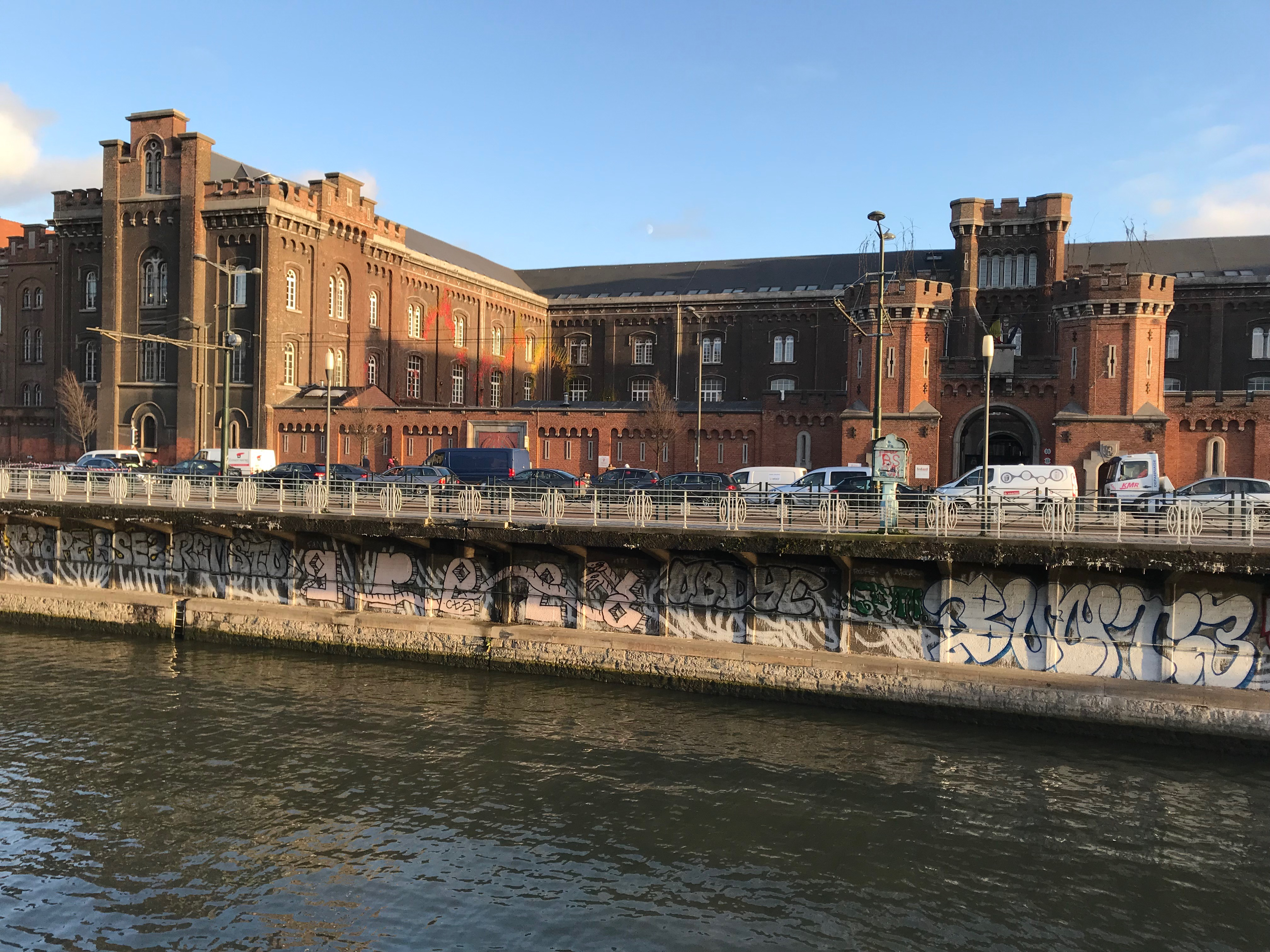
Le petit château

- Boulevard de la neuvième de ligne, 1000 Bruxelles

- Public

- Ancienne caserne militaire / Centre Fedasil

Avant de connaître sa forme actuelle, on trouvait à l’emplacement du petit château une vaste demeure patricienne, propriété de riches bourgeois. Cette ancienne demeure fut achetée en 1775 à des fins militaires par un gouverneur Autrichien et devint en 1810 la caserne de la ville.
En 1848 commence la construction de la nouvelle caserne selon les plans du capitaine de génie Mathieu-Bernard Meyers. Son plan en U et son style néo-tudor ne passe pas inaperçu et l’emporte sur un projet en étoile proposé par J- P Cluysenaar.
Après avoir hébergé les carabiniers puis les fusiliers du 9e ligne, il est transformé en prison pour les inciviques suspectés de collaboration durant la seconde guerre mondiale. Il fut ensuite ré-attribué aux militaires puisqu’il devint le centre de recrutement et de sélection de l’armée où les jeunes recrues effectuaient leurs ‘trois jours’.
En 1986 le lieu est transformé en centre Fedasil et accueille près de 300 demandeurs d’asile. Fin 2017, 110 personnes y travaillaient et 813 demandeurs d’asile y vivaient.
Aujourd’hui, après avoir été question de destruction, le petit château est en pleine transformation afin de devenir un centre d’arrivée dès décembre 2018.

### Seconde enceinte de Bruxelles
- 1381/1783[25]

- Petite ceinture Bruxelloise

- Public

- Prison / Contrôle d'accès . Défense

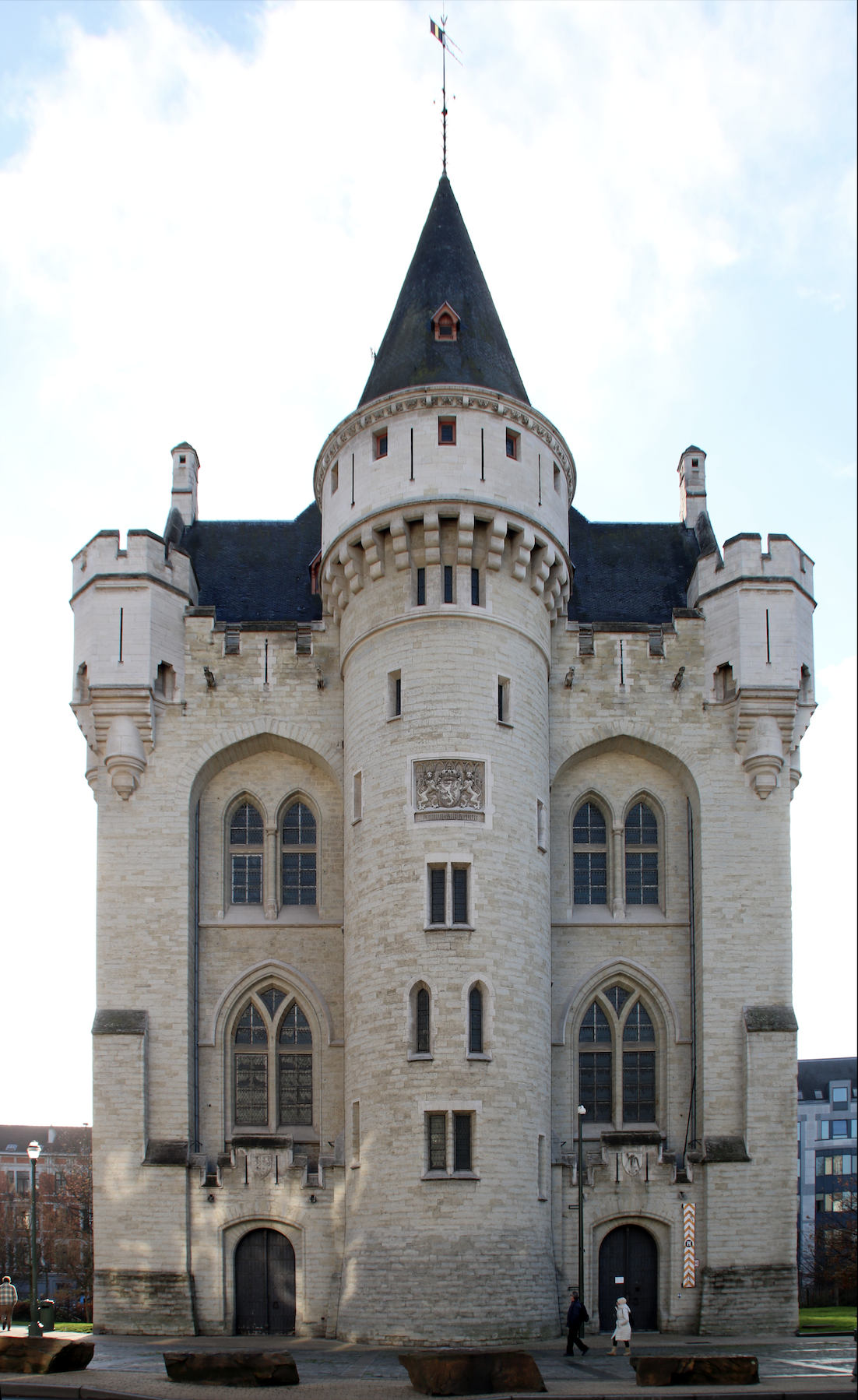
Porte de Hal, un des vestiges encore visibles de la seconde enceinte de Bruxelles.

On trouve, sur une partie de la trajectoire du tram 51, plusieurs portes de la seconde enceinte de Bruxelles ainsi qu’une porte d’octroi : Porte d’Anderlecht, Porte de Hal, Porte de Flandre, Porte du Rivage et Porte de Ninove.
Les portes d’Anderlecht, Hal et Flandre font toutes les trois partie de la seconde enceinte et ont été construites entre 1356 et 1383, après la guerre de succession du duché du Brabant. La seconde enceinte aura une longueur totale de 8 kilomètres, et sera constituée de près de 70 tours semi-circulaires et de 7 portes principales menant vers les 7 entrées de la première enceinte.
En 1782, l’empereur Joseph II ordonne le démantèlement des ouvrages défensifs. La plupart des portes sont détruites à l’exception de la porte de Hal afin de laisser place aux nouveaux boulevards. La fonction militaire de cette dernière prit fin en 1564 et elle servit successivement de grenier, de dépôt de mendicité, de prison, de dépôt d’archives et a enfin été transformée en musée à partir de 1847.
La porte du Rivage fait également partie de la seconde enceinte, mais a été construite au XVIe siècle uniquement pour contrôler l’accès au port. Elle est d’abord appelée porte du canal, étant l’accès fluvial et douanier du canal de Willebroeck vers l’ancien port intérieur de Bruxelles. Elle a été détruite en 1783.
La porte de Ninove fait partie des portes d’octroi qui servaient à contrôler le passage et à percevoir une taxe. C’est en 1816 qu’on déplace les pavillons d’octroi de la porte Napoléon vers ce nouvel emplacement.

### Parc Duden
- 1911[27]

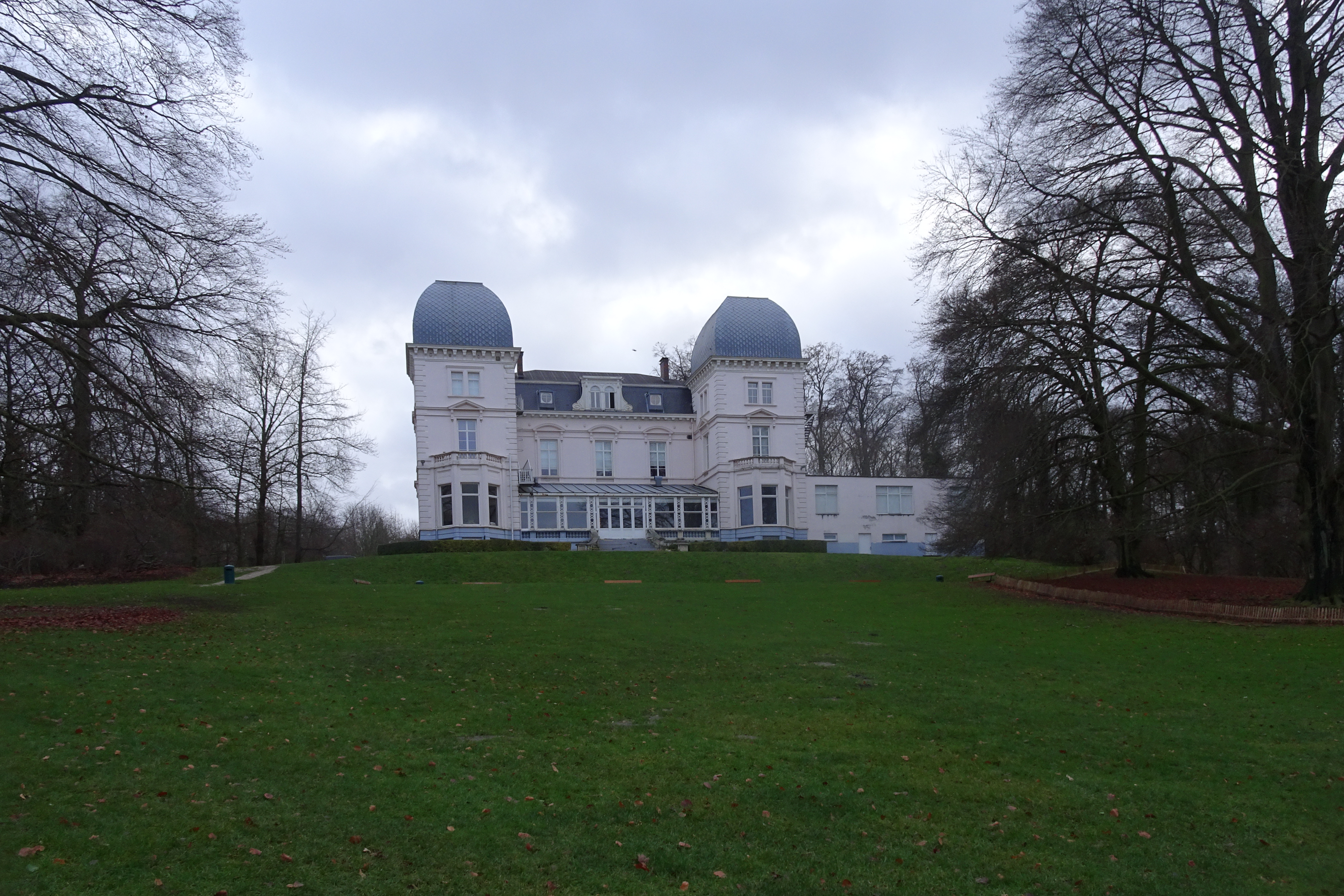
Parc Duden

- Entrée 1 : 100 Avenue Victor Rousseau, 1190 Forest

- D'abord privé, devient public en 1911

- Parc Public

Le parc Duden se situe dans la commune de Forest et s’étend sur 23 hectares de terrain. Il est desservi par les arrêts Altitude cent et Jupiter et Albert (station de pré-métro).
Son altitude varie de 90 m à 55 m, un relief assez varié pour la ville de Bruxelles.
Il abrite un ancien château de la donation royale, aujourd’hui affecté par l’HELB-INRACI et de la NARAFI, les deux plus anciennes écoles de cinéma de Belgique.
Ce parc contient également un stade, celui de l’union Saint-Gilloise, où eut lieu une partie des Jeux olympiques de 1920 et où joue encore aujourd’hui l’union Saint Gilloise.
Dans le passé, le parc Duden était nommé le Kruysbosch et a fait partie du Heegdeebos, une ramification de la forêt de Soignes. On dit qu’il devrait son nom à une croix en pierre.
Jusqu’au XVIIIe siècle, il appartient à l’abbaye de Forest. En 1829, après avoir été nationalisé, le bien fut vendu par la Société Générale à Edouard Mosselman, un banquier qui fit également l’acquisition du bois de la Cambre.
En 1823, Mosselman y fit ériger une villa de style néoclassique et fit tracer des allées.
Ensuite, en 1870, il céda la propriété à Guillaume Duden qui fit ériger un nouveau château.
En 1900, il le légua au Roi Léopold II avec la condition que la propriété devienne un parc public. De 1912 à 2006, le parc est géré par la Donation royale qui, par la suite, céda cette tâche à l’IG-BE.

### Altitude cent et l’église Saint-Augustin
- 1901[29]

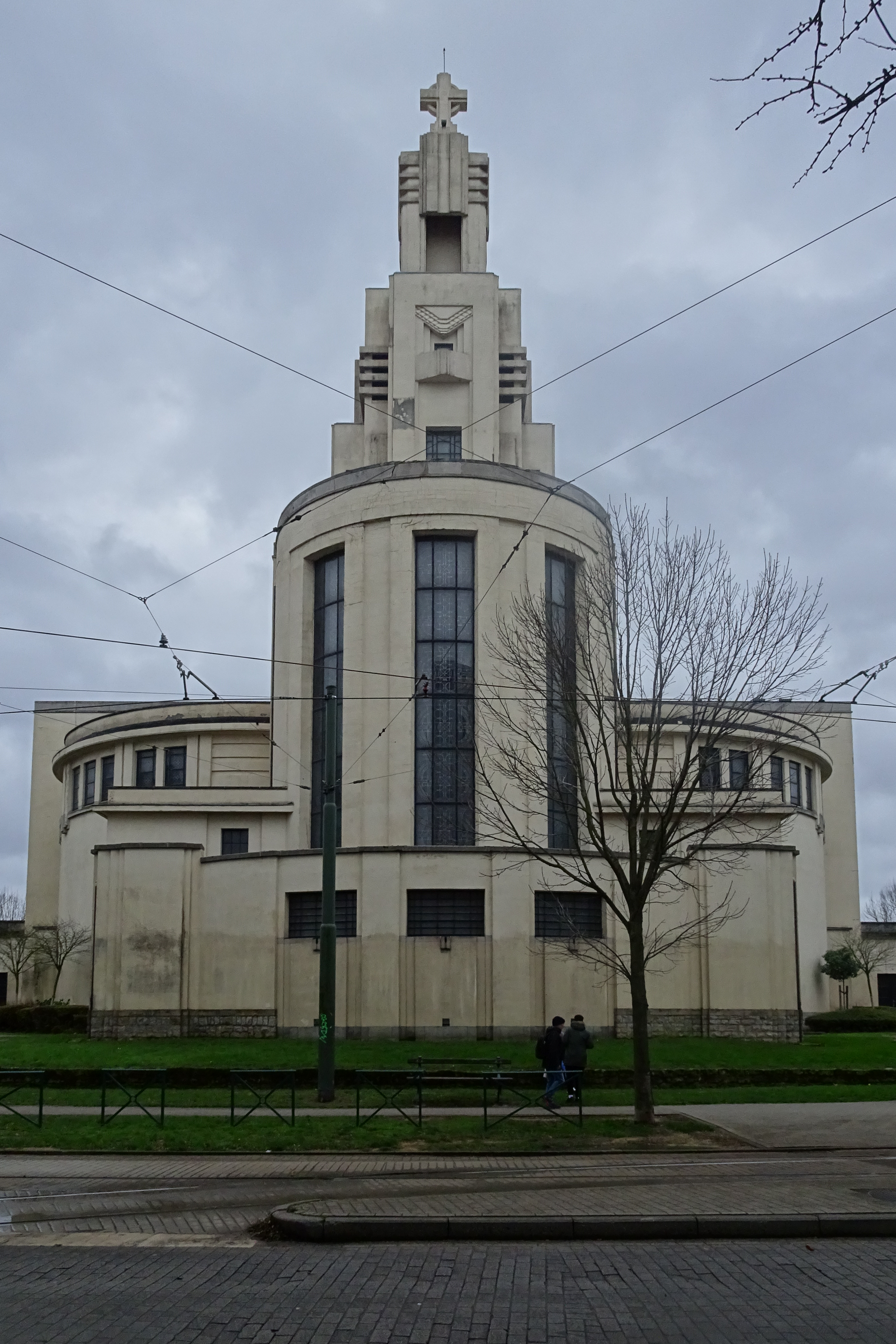
Église Saint-Augustin de Bruxelles, située sur l'altitude cent.

- 2 Avenue Victor Rousseau, 1190 Forest
- Public
- Place et église

Altitude Cent est le point culminant de la ville de Bruxelles. Il s'élève à cent mètres d'altitude. C’est une place circulaire se situant au centre du quartier Saint-Augustin, d’où rayonnent huit artères.
La construction de l’église Saint-Augustin est très fortement liée au développement du quartier environnant tel qu’initié et projeté par la Société Anonyme des Villas de Forest en 1899.
La première église est provisoire, dans l’avenue Saint-Augustin (300 places, architecte Edouard Ramaekers), mais le fort accroissement de la population qu’entraîne la création du nouveau quartier implique l’édification d’une nouvelle église paroissiale, à implanter sur la place Altitude Cent. S’ensuit en 1912, la cession du terrain par la SAVF* pour une nouvelle église, sous certaines conditions (au moins 950 m2, et doit être surmontée par une coupole ou une tour centrale, et être entourée d’un jardin).
En 1914, le projet de style néo-roman d’Edmond Serneels est retenu car il est le seul à respecter le budget. Mais la Première Guerre mondiale débute et le prix des matériaux flambe. Serneels révise les plans pour réduire les coûts de la construction, mais en vain. La Fabrique, avec dorénavant Victor Defays comme président, décide de construire en béton armé, plus économique. Les plans sont confiés à Léon Guiannotte et André Watteyne (stagiaire chez Defays). Il y a une rupture totale avec les modèles du passé.
En 1960, la structure en béton se dégrade sérieusement à la suite d'infiltrations d’eau. En 1988, l’église Saint Augustin est classée, ce qui met fin aux discussions à propos de son éventuelle démolition et son remplacement par une haute tour administrative ou résidentielle, ou même une station de métro.
- SAVF = Société Anonyme des Villas de Forest

### Moulin du Neckersgat
- XIIe siècle[32]
- Rue Keyenbempt 66, 1180 Uccle
- Privé
- Moulin à eau

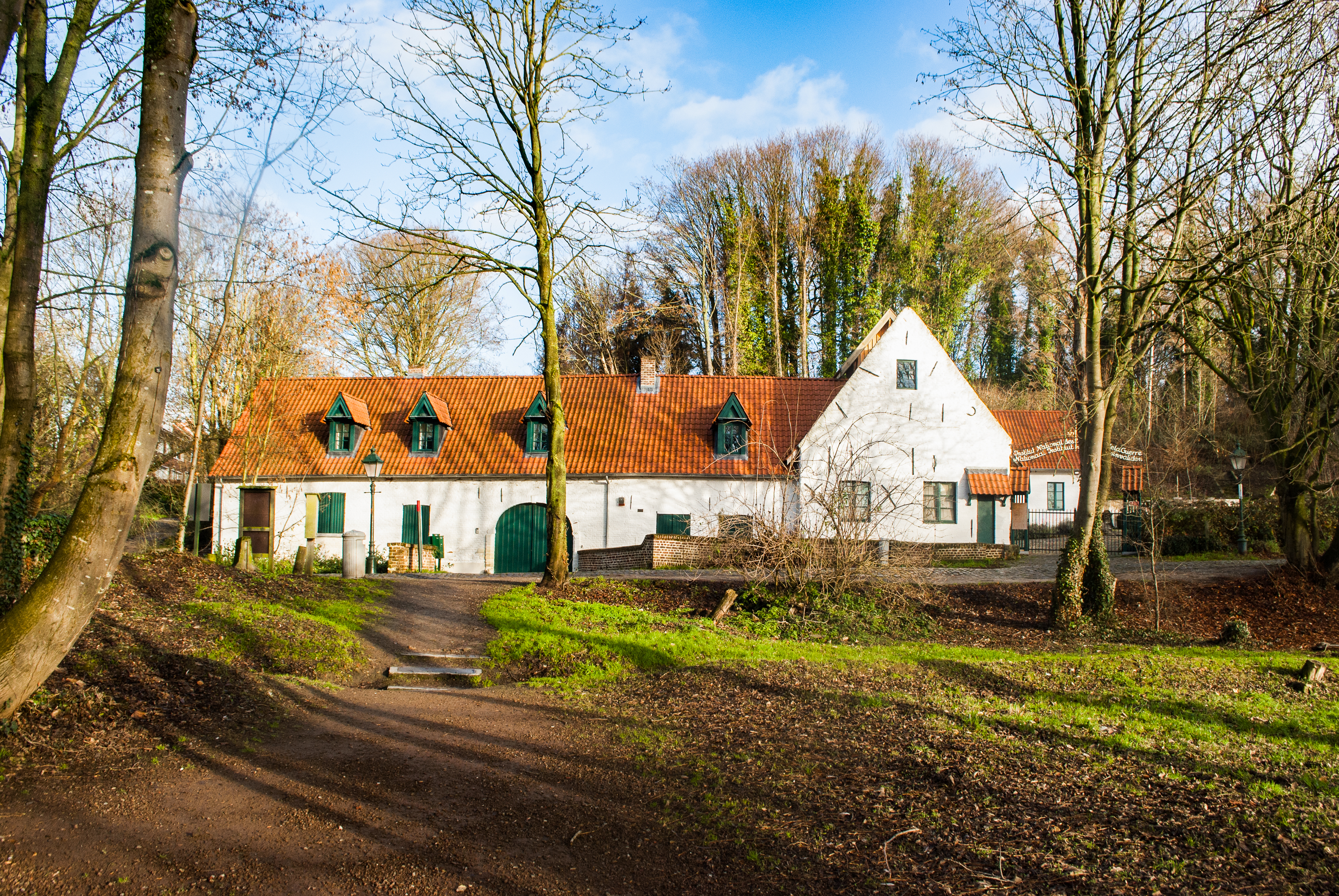
Le moulin du Neckersgat

À hauteur de la gare d'Uccle-Calevoet, mise en service en 1873, on retrouve le moulin du Nekkersgat. Il s’agit d’un moulin à eau érigé au XIIe siècle entrainé par le Geleytsbeek, un ruisseau qui traverse la commune d’Uccle.
Initialement, il servit à la moulure du grain, puis fut transformé en moulin à papier.
Il acquiert son statut de monument patrimonial en 1977, et subira une lourde restauration de 2008 à 2013 dans le but de le convertir en espace d’exposition et de pédagogie.
Il semble que le moulin fut à l’origine le moulin à grain de l’abbaye d’Affligem.
En 1636, le moulin est cédé par l’abbaye à la famille Huens-Mertens, pour ensuite être revendu en 1666 à un commerçant du nom de Jean-Baptiste Gaucheret, qui possède une savonnerie à Bruxelles. Ainsi, le moulin fut transformé en moulin à huile et les descendants de Jean-Baptiste Gaucheret exploitèrent le moulin jusqu’au début du XXe siècle. En 1745, il retrouve sa fonction de moulin à grain.
L’arrêt du moulin se fait en 1840, détrôné par l’arrivée de la vapeur, comme tous ses congénères. Il sera désaffecté après la Seconde Guerre mondiale (roue et machinerie enlevées) et appartient désormais à l’État. L’intérieur des bâtiments sera modifié pour accueillir le personnel de l’Institut national des Invalides.
Lors du tracé de l’autoroute de Paris en 1968, le moulin échappe de peu à la destruction ; le tracé de l’autoroute est adapté à la dernière minute. L’État vend en 1970 le Neckersgat à la commune d’Uccle pour un franc symbolique. Une aile fut alors convertie en logement. L’aile principale et l’atelier sont utilisés pour du stockage ou des activités liées à la forge. Le moulin est classé le 19 avril 1977.